# Episodi di Beauty and the Beast (quarta stagione)
La quarta e ultima stagione della serie televisiva Beauty and the Beast, composta da 13 episodi, è stata trasmessa in prima visione assoluta negli Stati Uniti d'America da The CW dal 2 giugno al 15 settembre 2016.
In Italia, la stagione è stata trasmessa in prima visione assoluta dal 31 ottobre all'8 novembre 2016 su Rai 4.
| n° | Titolo originale               | Titolo italiano                 | Prima TV USA      | Prima TV Italia  |
| -- | ------------------------------ | ------------------------------- | ----------------- | ---------------- |
| 1  | Monsieur et Madame Bête        | Monsieur et Madame Bête         | 2 giugno 2016     | 31 ottobre 2016  |
| 2  | Beast Interrupted              | Bestia interrotta               | 9 giugno 2016     | 1º novembre 2016 |
| 3  | Down for the Count             | Fight Club                      | 16 giugno 2016    | 1º novembre 2016 |
| 4  | Something's Gotta Give         | A qualcosa bisogna rinunciare   | 23 giugno 2016    | 2 novembre 2016  |
| 5  | It's a Wonderful Beast         | Mondi paralleli                 | 30 giugno 2016    | 2 novembre 2016  |
| 6  | Beast of Times, Worst of Times | Di nuovo in fuga                | 7 luglio 2016     | 3 novembre 2016  |
| 7  | Point of No Return             | Infiltrati                      | 14 luglio 2016    | 3 novembre 2016  |
| 8  | Love Is a Battlefield          | L'amore è un campo di battaglia | 21 luglio 2016    | 4 novembre 2016  |
| 9  | The Getaway                    | Lontano dalle telecamere        | 28 luglio 2016    | 4 novembre 2016  |
| 10 | Means to an End                | Un'altra bestia                 | 11 agosto 2016    | 7 novembre 2016  |
| 11 | Meet the New Beast             | Piano A, Piano B                | 25 agosto 2016    | 7 novembre 2016  |
| 12 | No Way Out                     | Senza via d'uscita              | 8 settembre 2016  | 8 novembre 2016  |
| 13 | Au Revoir                      | Au Revoir                       | 15 settembre 2016 | 8 novembre 2016  |

## Monsieur et Madame Bête
- Titolo originale: Monsieur et Madame Bête
- Diretto da: Stuart Gillard
- Scritto da: Brad Kern

### Trama
Dopo due mesi dagli ultimi avvenimenti, Cat e Vincent sono a Parigi in luna di miele. Durante una gita in campagna, Vincent soccorre due coniugi in un incidente stradale, trasformandosi in bestia per liberarli. Cat teme che i due possano aver visto la sua vera natura, ma Vincent è convinto del contrario. Nel frattempo J.T. comunica ai suoi allievi che per superare il suo esame dovranno scrivere una tesina su un tema riguardante la biochimica e uno di loro insiste per farla sulle specie incrociate. Il professore non è d'accordo, in quanto non vuole far emergere troppe verità nonostante lui abbia già scritto un articolo in merito, ma viene a sapere che un famoso blogger, Peter Duncan, sta diffondendo notizie sul web circa l'esistenza di esperimenti che trasformano gli umani in bestie e in esseri superpotenziati. J.T. entra in paranoia e avverte Tess di un imminente pericolo, ma lei lo rassicura poiché i federali hanno insabbiato tutti i casi sul paranormale e dubita che un blogger possa dare il via a una nuova caccia alle bestie. Purtroppo le sue teorie si rivelano errate: il blogger viene prima torturato e poi ucciso. A scoprirlo sarà J.T che con l'aiuto di Heather entra di nascosto nell'appartamento del blogger con l'intento di manomettere le informazioni di cui è in possesso. Giunti a casa di Duncan trovano il blogger assassinato, l'hard disk rimosso dal pc e vengono sorpresi dall'assassino del blogger che vuole ucciderli. Durante la fuga, Heather cade dal balcone del terzo piano, ma fortunatamente rimane illesa. Quando Tess viene a sapere del guaio in cui si sono cacciati Heather e J.T., intima ai due di rimanerne fuori dal caso per evitare pericoli. Atterrati a New York, Cat e Vincent vengono informati sulle vicende e tornano a lottare contro nuove minacce. L'assassino colpisce di nuovo: questa volta la vittima è l'agente Russo, il federale che aveva promesso di proteggere Vincent. I casi che lui aveva insabbiato tornano allo scoperto. Cat teme che ora questo assassino sia sulle sue tracce e irrompe a casa sua per assicurarsi che la sorella non sia in pericolo: la sorprendono a letto con Kyle, il paramedico che l'ha salvata. Durante le indagini si viene a sapere che l'assassino è un vero e proprio cacciatore di taglie. Il bracconiere cattura Cat e prima di torturarla le svela che c'è una taglia di 5 milioni di dollari sulla bestia. Fortunatamente Cat riesce a liberarsi e Vincent interviene in tempo per salvarla. Dopo un breve scontro l'uomo muore pugnalato cadendo su una zanna d'elefante. Cat, Vincent, J.T. e Tess si rassegnano al fatto che probabilmente, nonostante i loro progetti di vita, non vivranno mai una vita normale.

## Bestia interrotta
- Titolo originale: Beast Interrupted
- Diretto da: Rich Newey
- Scritto da: Lara Olsen

## Fight Club
- Titolo originale: Down for the Count
- Diretto da: Don McCutcheon
- Scritto da: Benjamin Raab e Deric A. Hughes

## A qualcosa bisogna rinunciare
- Titolo originale: Something's Gotta Give
- Diretto da: Steven A. Adelson
- Scritto da: John E. Pogue

## Mondi paralleli
- Titolo originale: It's a Wonderful Beast
- Diretto da: Stuart Gillard
- Scritto da: Melissa Glenn

## Di nuovo in fuga
- Titolo originale: Beast of Times, Worst of Times
- Diretto da: Norma Bailey
- Scritto da: Patti Carr

## Infiltrati
- Titolo originale: Point of No Return
- Diretto da: Jill Carter
- Scritto da: Gillian Horvath

## L'amore è un campo di battaglia
- Titolo originale: Love Is a Battlefield
- Diretto da: Farhad Mann
- Scritto da: Vanessa Rojas

## Lontano dalle telecamere
- Titolo originale: The Getaway
- Diretto da: Stuart Gillard
- Scritto da: Benjamin Raab e Deric A. Hughes

## Un'altra bestia
- Titolo originale: Means to an End
- Diretto da: David MacLeod
- Scritto da: Melissa Glenn

## Piano A, Piano B
- Titolo originale: Meet the New Beast
- Diretto da: David Makin
- Scritto da: Patti Carr e Lara Olsen

## Senza via d'uscita
- Titolo originale: No Way Out
- Diretto da: P.J. Pesce
- Scritto da: Austin Badgett e Gillian Horvath

## Au revoir
- Titolo originale: Au Revoir
- Diretto da: Stuart Gillard
- Scritto da: Michael Gemballa (soggetto); Brad Kern (sceneggiatura)